# Preslav Crag
Preslav Crag är en bergstopp i Antarktis. Den ligger i Sydshetlandsöarna. Argentina, Chile och Storbritannien gör anspråk på området. Toppen på Preslav Crag är 284 meter över havet.
Terrängen runt Preslav Crag är varierad. Havet är nära Preslav Crag åt sydost. Trakten är glest befolkad. Närmaste befolkade plats är St. Kliment Ohridski Base, 11,8 kilometer nordväst om Preslav Crag. 